# Grabovnica (Csázma)
Grabovnica falu Horvátországban Belovár-Bilogora megyében. Közigazgatásilag Csázmához tartozik.

## Fekvése
Belovártól légvonalban 23, közúton 31 km-re délnyugatra, községközpontjától 3 km-re keletre, Csázma és Bojana között, a Grabovnica partján fekszik. 

## Története
A mai falu a török kiűzése után a 17. században betelepített falvak közé tartozik. 1774-ben az első katonai felmérés térképén „Dorf Grabovnicza” néven szerepel. A Horvát határőrvidék részeként a Kőrösi ezredhez tartozott. Lipszky János 1808-ban Budán kiadott repertóriumában „Grabovicza” a neve.  
Nagy Lajos 1829-ben kiadott művében „Grabovnicza” néven 30 házzal, 100 katolikus és 56 ortodox vallású lakossal találjuk. A település 1809 és 1813 között francia uralom alatt állt. 
A katonai közigazgatás megszüntetése után Magyar Királyságon belül Horvátország része, Belovár-Kőrös vármegye Csázmai járásának része lett. A településnek 1857-ben 272, 1910-ben 379 lakosa volt. 1918-ban az új szerb-horvát-szlovén állam, majd később Jugoszlávia része lett. 1941 és 1945 között a németbarát Független Horvát Államhoz, majd a háború után a szocialista Jugoszláviához tartozott. 1991-től a független Horvátország része. 1991-ben csaknem teljes lakossága horvát volt. A délszláv háború idején mindvégig horvát kézen maradt. 2011-ben 379 lakosa volt, akik főként mezőgazdaságból éltek.

## Lakossága
| Lakosság változása | Lakosság változása | Lakosság változása | Lakosság változása | Lakosság változása | Lakosság változása | Lakosság változása | Lakosság változása | Lakosság változása | Lakosság változása | Lakosság változása | Lakosság változása | Lakosság változása | Lakosság változása | Lakosság változása | Lakosság változása |
| ------------------ | ------------------ | ------------------ | ------------------ | ------------------ | ------------------ | ------------------ | ------------------ | ------------------ | ------------------ | ------------------ | ------------------ | ------------------ | ------------------ | ------------------ | ------------------ |
| 1857               | 1869               | 1880               | 1890               | 1900               | 1910               | 1921               | 1931               | 1948               | 1953               | 1961               | 1971               | 1981               | 1991               | 2001               | 2011               |
| 272                | 302                | 306                | 230                | 298                | 379                | 391                | 521                | 601                | 575                | 530                | 540                | 439                | 460                | 413                | 379                |

## Nevezetességei
- Szent Vid tiszteletére szentelt kápolnája a településtől délre található.

- Grabovnicán hagyomány, hogy adventkor, karácsonykor és újévkor a Salaj-birtokot több mint egymillió égővel világják ki. Az itt kialakított témaparkban turistalátványosságként ez alkalomból valóságos karácsonyi mesevilág jelenik meg.